# 佛羅里達鮨
佛羅里達鮨，為輻鰭魚綱鱸形目鱸亞目鮨科的其中一種，分布於西大西洋區，從美國北卡羅萊納州至德克萨斯州海域，棲息深度可達18公尺，體長可達10公分，為底棲性魚類，屬肉食性，生活習性不明。

## 擴展閱讀
- 佛羅里達鮨的图片 （页面存档备份，存于）